# فرانسيس مارغريت ميلن
فرانسيس مارغريت ميلن (بالإنجليزية: Frances Margaret Milne)‏ هي أمينة مكتبة وكاتِبة أمريكية، ولدت في 30 يونيو 1846 في أيرلندا الشمالية في المملكة المتحدة، وتوفيت في 1910.